# トトの世界
『トトの世界』（トトのせかい）は、さそうあきらによる日本の漫画作品。『漫画アクション』（双葉社）にて連載された。単行本は全4巻。2001年、本作品を原作にテレビドラマ『トトの世界〜最後の野生児〜』が制作された。

## 書籍
コミックス版（双葉社、アクションコミックス）
- トトの世界1（ISBN 978-4-575-82469-8）
- トトの世界2（ISBN 978-4-575-82484-1）
- トトの世界3（ISBN 978-4-575-82495-7）
- トトの世界4（ISBN 978-4-575-82510-7）

文庫版（双葉社、双葉文庫）
- トトの世界1（ISBN 978-4-575-72600-8）
- トトの世界2（ISBN 978-4-575-72601-5）
- トトの世界3（ISBN 978-4-575-72602-2）

文庫（新風舎、新風舎文庫）
- トトの世界 最後の野生児（ISBN 978-4-7974-9285-9）
原作:さそうあきら、著:大森寿美男

## テレビドラマ
『トトの世界〜最後の野生児〜』とは、2001年2月26日から2001年3月2日まで、月曜日 - 金曜日の19:30 - 20:15にNHK-BS2「BSドラマアヴェニュー」で放送された連続ドラマ。全5話。
同年10月16日 - 11月13日には、NHK総合テレビ「ドラマDモード」でも放送された。

### 受賞歴
- 第38回ギャラクシー賞大賞受賞
- 第19回向田邦子賞受賞[2]

### キャスト
- 羽生田 真琴（はにゅうだ まこと）:市川実和子
- トト:喜瀬健
- 笹目 結子（ささめ ゆうこ）:小林聡美
- 山形 暁巳（やまがた あきみ）:村上淳
- 羽生田 辰起（はにゅうだ たつき）:大杉漣
- 羽生田 瑞穂（はにゅうだ みずほ）:大谷直子
- 瀬戸 泰子（せと やすこ）:SILVA
- 宮垣編集長:山寺宏一
- 黒沼弘巳
- 中島ひろ子
- 光石研
- 楠侑子
- 羽生田 真琴（少女期）:鉢嶺杏奈
- 石井愃一
- 内海卓哉
- 木下ほうか
- 宮地雅子
- 円城寺あや
- 大森うたえもん
- 小野寺華那
- 原知佐子
- 佐藤隆太
- 駒崎香織
- 菜木のり子
- 武発史郎
- 太田有美
- 菊間秋彦
- 松本航平
- 中村拓
- 中原裕也
- 堤あきこ
- 伊沢勉
- 秋元三佳
- せきぐちきみこ

### スタッフ
- 原作:さそうあきら『トトの世界』
- 脚本:大森寿美男（第19回向田邦子賞受賞）[1]
- 演出:笠浦友愛（第1・2・5話）[1]、磯智明（第3・4話）[1]
- 制作統括:一井久司[1]、菅野高至[1]
- 音楽: オノセイゲン[1]
- 制作会社:NHK
- 共同制作:NHKエンタープライズ21

### 放送リスト
1. 「オカエリ」（2001年2月26日）
2. 「アッタカイ」（2001年2月27日）
3. マコト、スキ（2001年2月28日）
4. トト、ダレ（2001年3月1日）
5. ココロ、イタイ（2001年3月2日）

### 音楽
- 主題歌「アメイジング グレース」
  - 唄:SILVA